# 動車組

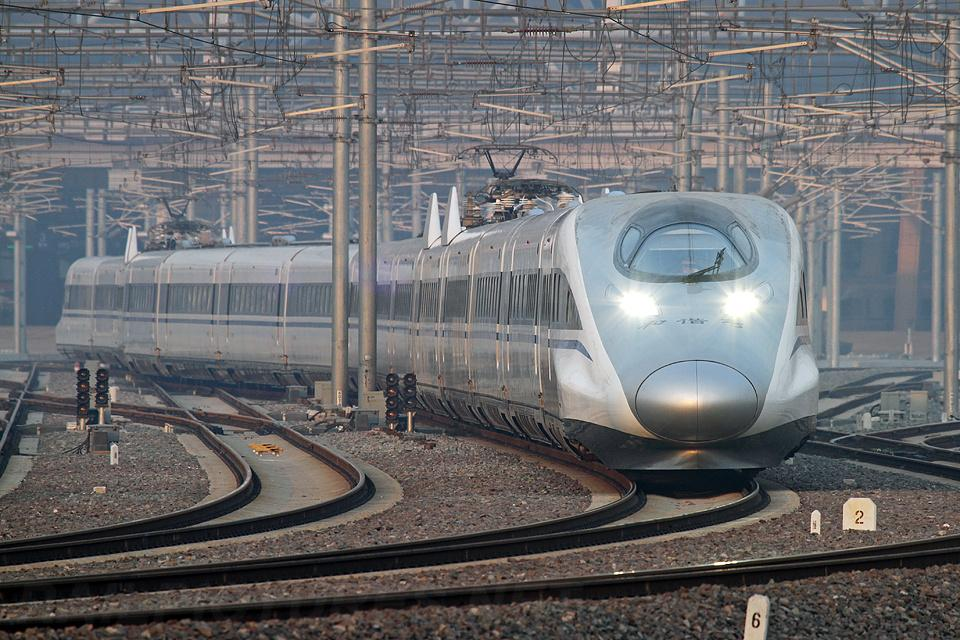
在中国大陆，现今大多数运营的动车组均是动力分散式列车，如和谐号CRH380A型电力动车组

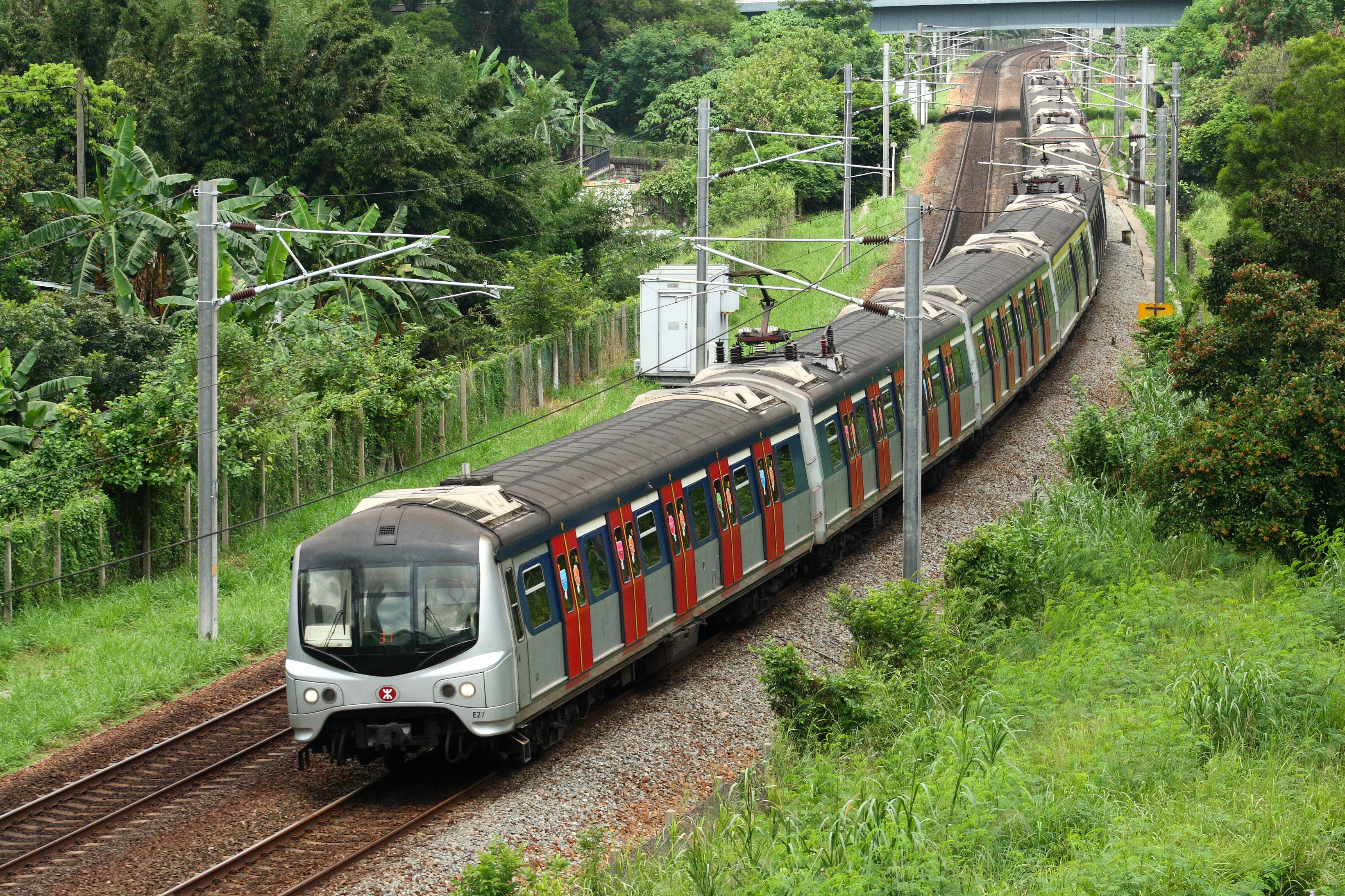
按照“动车组”的定义，一般的普速通勤用车型也可以算作动车组

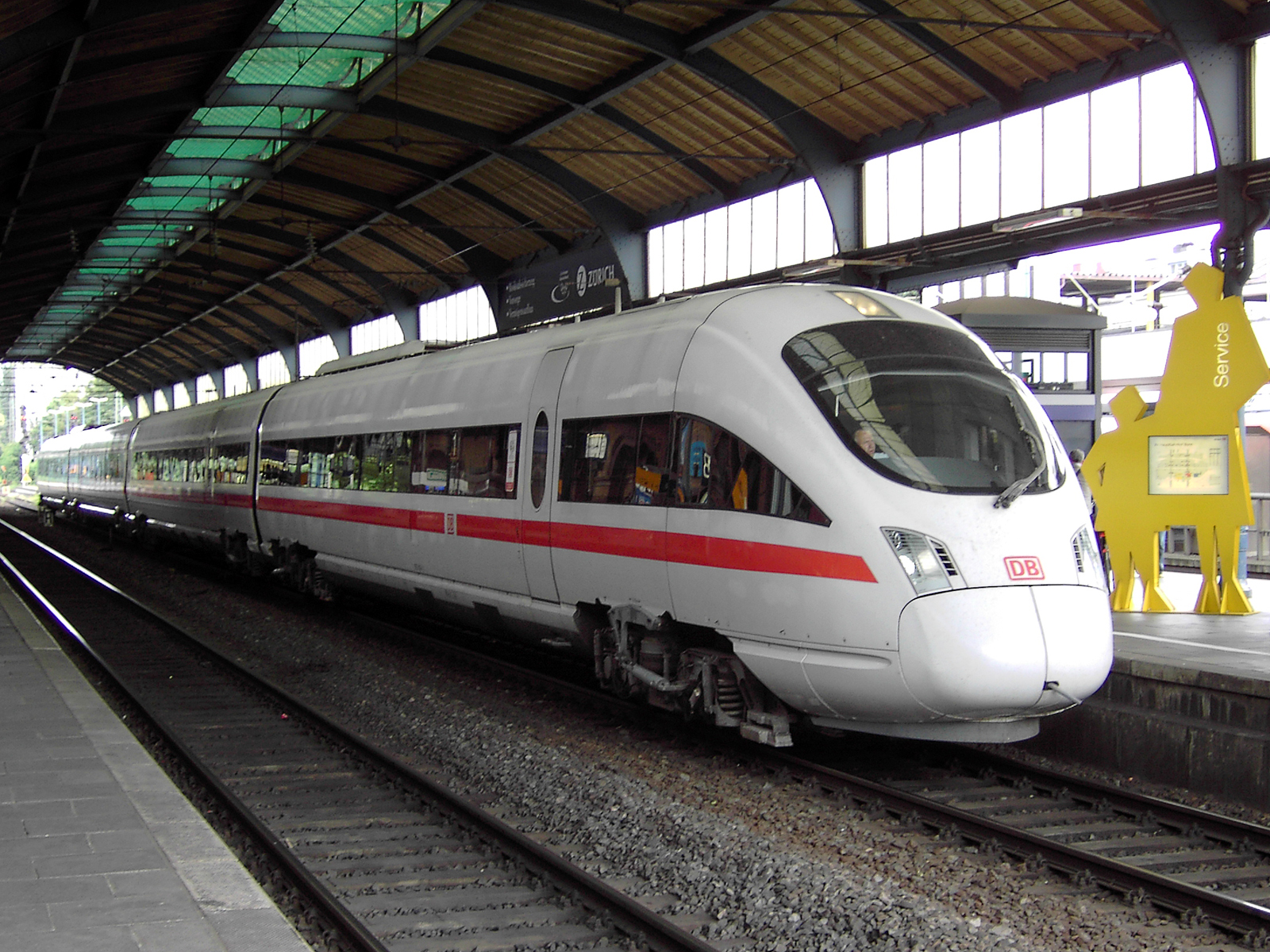
德國ICE-TD摆式列車（动力分散式）

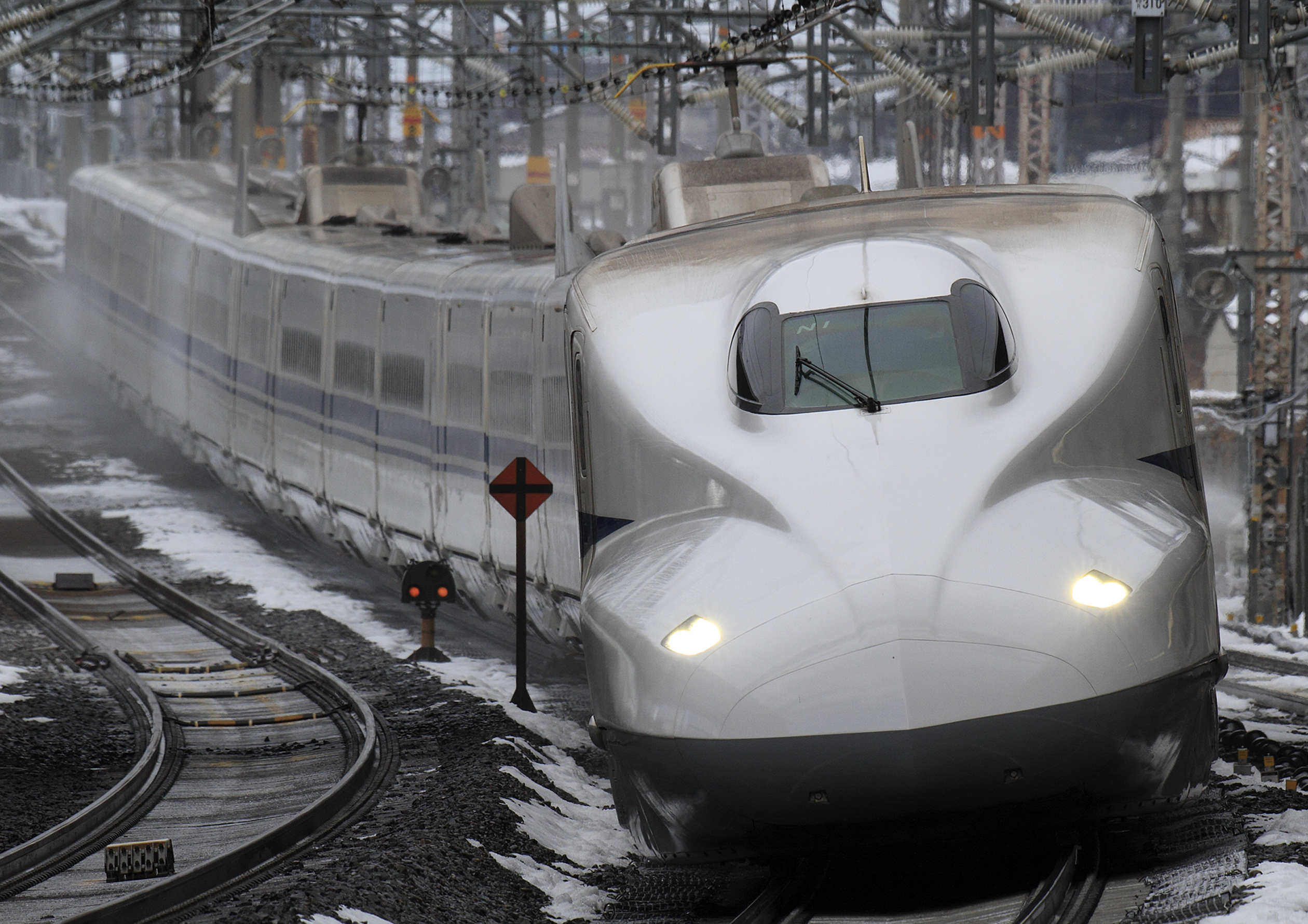
JR西日本的N700系新干线電動列車N1編組通過东海道新干线的米原站

（亦稱電聯車）係指由若干带动力的车辆（动车）和不带动力的车辆（拖车）组成的，在正常使用寿命周期内始终以固定编组运行，不能随意更改编组的一组列车。动车组按动力类型分为柴聯車与電聯車，按动力配置分為动力集中式与动力分散式。與傳統掛載列車不同，動車組不要求鐵路車站配備機務整備設施。

## 一般共通特征
动车组一般由一至多节动车和零至多节拖车组成，自行承载运营载荷、编组内自带运营动力且具有特定编组方式。
|                  | 傳統推拉式列車                                       | 動力集中式動車組                               | 動力分散式動車組                          |
| ---------------- | ---------------------------------------------------- | ---------------------------------------------- | ----------------------------------------- |
| 控制系統         | 鐵路機車內部集成                                     | 整車集成                                       | 整車集成                                  |
| 動力系統         | 機車內部集成 全車低度集成或不集成 動力輸出機車不載客 | 全車集成，不超過2節機車輸出 動力輸出機車不載客 | 全車集成，多節動力車輸出 動力輸出車廂載客 |
| 制動系統         | 鐵路機車內部集成 各車廂手工緊急制動閥                | 全車集成                                       | 全車集成                                  |
| 動力輸出         | 全力輸出 · 正常輸出                                  | 雙機車版 · 單機車版 · 比利時版                 | 隨意                                      |
| 車站機務整備設施 | 偶需                                                 | 不需要                                         | 不需要                                    |
| 加減掛車廂與機車 | 機務隨時                                             | 普通動車組不可變更 可變編組動車組廠內完成      | 普通動車組不可變更 可變編組動車組廠內完成 |
| 舉例             | 推拉式自強號列車                                     | NDJ3型動力集中式動車組                         | 僅兩節動力車的CJ6型動力分散式動車組       |

### 自行承载运营载荷
- 动车组自身即有足够的能力搭载其设计中的全部乘客、货物或为完成特殊目的所需要的特定设备，完成客运、货运或线路状况检测等正常的预期任务，而无须通过拖带、夹带或顶推其他车辆来实现搭载。

### 编组自带运营动力
- 正常情况下，在设计的使用环境内，动车组编组内即有动车提供动力，用以保障其设计的运营方式，而不需要用到机车、轨道车等其他车辆作为动力来源。

### 具有特定编组方式
- 一般情况下，动车组中的车辆只能与同体系的车辆达成最佳配合，因为动车组多为整体设计，设计上强调以组为单位运营。
- 正常运营状态下的动车组有相对固定的编组方式，编组中的每类、甚至每节车辆都有自己的用途与定位。随意与其他型号或系列的车辆混编，甚至仅仅是编组内车辆顺序、方向排列不当，都可能破坏动车组的运营能力。
- 动车组一般是可以拆解的，甚至可以与不同型号、系列的车辆混编，但这多见于厂内测试、调车、回送或临时堆放等非运营场合。运营需要满足很多严格的条件限制，而混编状态的动车组很难满足。确有动车组在混编状态下运营，但都是特例，不具代表性 (Esast-i 轨检列车其他车厢检修时，轨道检测车厢会被加塞在一列 E2 系列车中，构成 N21 编成，临时代替 East-i 执行检测任务) 。

### 所谓“运营”
- 多数情况下，对于多数动车组，“运营”即为载客、运货等以盈利为目的的运输。特定情况下，或对于某些特定的动车组，“运营”也可以是以路轨、接触网检测等为目的的特别开行。

## 组成
动车组一般由动力车与拖车组成，其中动力车指有动力车厢，拖车指无动力车厢。
也有的动车组全列均由动力车组成，不包含拖车，如，为全列动力车编组。

## 分类

### 按本质属性分类
高速动车组：正常运行速度高于250KM/H的动车组。
普通动车组（中速动车组）：正常运行速度为160KM/H至250KM/H的动车组。
普速动车组（低速动车组）：正常运行速度低于或等于160KM/H的动车组。

### 按动拖比分类
| 类别     | 类别       | 动拖比           | 典型代表 | 备注             |
| -------- | ---------- | ---------------- | --- | ---------------- |
| 动力集中 | 动力集中   | 小于1:3          | - 中国大陆“大白鲨”、“蓝箭”、“中华之星”、CR220J完整编组及CR200J完整编组，“新曙光号”常用编组，“神州号”最大编组。 - 臺灣推拉式自強號。 - 法国TGV多数型号的常规编组。 - 德国ICE-1列车、ICE-2列车。                                                                             | 型号和数量稀少。 |
| 动力分散 | 弱动力分散 | 介于1:1和1:3之间 | - 中国大陆CRH5、“神州号”常用编组。 - 港鐵都城嘉慕電動列車 (交流電) - 台鐵EMU100型電聯車。 - 法国TGV早期交直驱动型号。 - 德国ICE-TD列车。 - 日本部分動車組，如683系。 | 型号和数量较少。 |
| 动力分散 | 强动力分散 | 大于等于1:1      | - 中国大陆“春城号”、“先锋号”、“中原之星”、“长白山号”，“神州号”广西小编组，唐山机车车辆厂为三茂公司制作的摆式列车，CRH1、CRH2、CRH3、CRH6、CRH380、CR400AF、CR400BF。 - 台灣高鐵700T型電聯車。 - 日本“新干线”各型列车。 - 德国ICE-3列车。 - 世界主流通勤列车。 - 地铁列车。 | 型号和数量众多。 |

### 按驱动方式分类
| 类别           | 典型代表 |
| -------------- | --- |
| 电力动车组     | - 中国大陆“大白鲨”、“蓝箭”、“中华之星”、“春城”、“先锋”、“中原之星”、“长白山”、CRH1、CRH2、CRH3、CRH5、CRH380、“复兴号”。 - 地铁列车 - 臺灣推拉式自強號及各型電聯車 - 日本新干线各型列车。 - 法国TGV正式型号。 - 德国ICE-1、ICE-2、ICE-3。 |
| 内燃动车组     | - 中国大陆“神州”、“新曙光”、唐山机车车辆厂为三茂公司制作的摆式列车、“和谐长城号”。 - 臺灣台鐵各型柴聯車 - 德国ICE-TD。 |
| 燃气轮机动车组 | - 法国TGV-001。 |

## 备注与参考资料
1. ↑  《动车组的定义及分类》，《内燃机车》2011年1月刊。

### 明细

#### 与“动车组”相关的出版物
1. 中华人民共和国科学院自然辩证法通讯杂志社, Author's first name; Co-authors. . 加利福尼亚大学: 中华人民共和国科学院自然辩证法通讯杂志社. 1980: 53.
2. 《中国图书资料分类法》第2卷，1980年版，第53页；中华人民共和国科学院自然辩证法通讯杂志社编写、出版，美利坚合众国加利福尼亚大学发行。
3. 《交通运输经济》1981年版，书中有3页提到“动车组”；中华人民共和国中国人民大学书报资料社编写、出版，美利坚合众国加利福尼亚大学大学发行。
4. 《自然辩证法通讯》1989年，版本3，书中有2页提到“动车组”；中华人民共和国图书馆图书分类法编辑委员会编写，科学技术文献出版社出版，美利坚合众国密歇根大学发行。 （页面存档备份，存于）
5. 《中国政府公务百科全书》1994年版，书中有3页提到“动车组”；王嵩山编写，中共中央党校出版社出版，美利坚合众国加利福尼亚大学发行，ISBN/ISSN=7503508337/9787503508332。
6. 《中国交通年鉴》第1992卷，2005年版，书中有3页提到“动车组”；中华人民共和国交通年鉴社编写、出版，美利坚合众国加利福尼亚大学发行。
7. 《中国交通年鉴》第2001卷，2006年版，书中有3页提到“动车组”；中华人民共和国图书馆图书分类法编辑委员会编写，科学技术文献出版社出版，美利坚合众国密歇根大学发行。 （页面存档备份，存于）
8. 更多提到“动车组”的出版物，其中两部为日文出版物，其余全部为中国大陆出版。

#### 被中国大陆称作“动车组”的列车
1. 市内轨道交通通勤列车至少被以下资料称作“动车组”：
  - 王保坚, 湛耀斌; 梁洪. . 《机车电传动》. iLib2-新一代的学术数据库. 2003年 第04期  [2009-09-15]. （原始内容存档于未知归档日期） （中文（简体））. 外部链接存在于|publisher=, |work= (帮助)
  - 未知作者, 未知作者; 未知作者. . 中国产业竞争情报网. 中国产业竞争情报网. 2008-2012年度  [2009-09-15]. （原始内容 (PDF)存档于2009-06-18） （中文（简体））. 
  - 董守清, 谭云江; 闫海峰. . 方方数据-学术期刊-现代城市轨道交通. 方方数据. 2005年6期  [2009-09-15]. （原始内容 (PDF)存档于未知归档日期） （中文（简体））. 外部链接存在于|publisher=, |work= (帮助)
2. 中国大陆NMI“东风”摩托化列车组至少被以下资料以拼音方式称作“动车组”——此型列车年代过于久远，仅有此一处有价值的来源：
  - Robin J Gibbons, 未知作者; 未知作者. . www.railwaysofchina.com. www.railwaysofchina.com. 2007-04-11  [2009-09-16]. （原始内容存档于2009-02-27） （英语）. 外部链接存在于|publisher=, |work= (帮助)
3. 中国大陆NC3列车至少被以下资料称作“动车组”：
  - Robin J Gibbons, 未知作者; 未知作者. . www.railwaysofchina.com. www.railwaysofchina.com. 2007-04-11  [2009-09-16]. （原始内容存档于2009-02-27） （英语）. 外部链接存在于|publisher=, |work= (帮助)
  - BBS用户, 未知作者; 未知作者. . 海子铁路网. 地铁族. 2006-12-16  [2009-09-15]. 原始内容存档于2021-12-04 （中文（简体））. 外部链接存在于|publisher=, |work= (帮助)
  - 未知作者, 未知作者; 未知作者. . 北京铁路车迷网 >> 机车车辆资料 >> 动车组 >> 正文. www.railway-club.com. 2008-11-10  [2009-09-15]. （原始内容存档于2008-11-10） （中文（简体））. 
  - BBS用户, BBS用户; 未知作者. . 地铁族. 地铁族. 2008-07-21  [2009-09-15]. （原始内容存档于2008-07-21） （中文（简体））. 外部链接存在于|publisher= (帮助)
  - 尚有若干其他来源，但这些来源大多转载自上述站点，故不再追加。 （页面存档备份，存于）
4. 中国大陆KDZ1列车至少被以下资料称作“动车组”——此型列车年代过于久远，网络上已无法获得官方性质的资料，只能从铁路主题网站和BBS提取资料：
  - 未知作者, 未知作者; 未知作者. . 都市地铁新闻 > 轨道科技. 都市地铁新闻. 2004-07-07  [2009-09-19]. （原始内容存档于2004-07-07） （中文（简体））. 外部链接存在于|publisher=, |work= (帮助)
  - BBS用户, 未知作者; 未知作者. . 海子铁路网社区 » 中国动车组. 海子铁路网. 2008-07-21  [2009-09-15]. 原始内容存档于2022-07-24 （中文（简体））. 外部链接存在于|publisher=, |work= (帮助)
5. 中国大陆“春城”列车至少被以下资料称作“动车组”：
  - Robin J Gibbons, 未知作者; 未知作者. . www.railwaysofchina.com. www.railwaysofchina.com. 2007-04-11  [2009-09-16]. （原始内容存档于2009-02-27） （英语）. 外部链接存在于|publisher=, |work= (帮助)
  - 未知作者, 未知作者; 未知作者. . 长春轨道客车股份有限公司 » 产品展厅. 长春轨道客车股份有限公司. 2003-01-21  [2009-09-15]. （原始内容存档于2007-11-22） （中文（简体））. 外部链接存在于|title= (帮助)
  - 未知作者, 未知作者; 未知作者. . 中国铁路 - 高速铁路 - 中国铁路动车组. news.chineserailways.com. 2007-11-22  [2009-09-15]. 原始内容存档于2009-08-30 （中文（简体））.
6. 中国大陆DDJ1“大白鲨”列车至少被以下资料称作“动车组”：
  - Robin J Gibbons, 未知作者; 未知作者. . www.railwaysofchina.com. www.railwaysofchina.com. 2007-04-11  [2009-09-16]. （原始内容存档于2009-02-27） （英语）. 外部链接存在于|publisher=, |work= (帮助)
  - 中国南车集团株洲电力机车有限公司网站, 未知作者; 未知作者. . 铁流网 >> 车迷天地 >> 机车 >> 文章正文. news.chineserailways.com. 2006-12-05  [2009-09-16]. （原始内容存档于2008-04-04） （中文（简体））. 
  - 钱立新(铁道科学研究院, 北京 100081), 未知作者; 未知作者. . 未知 >> 文章正文. www.china-weldnet.com. 2002211211  [2009-09-16]. 原始内容存档于2021-12-08 （中文（简体））.
7. 中国大陆DJJ1“蓝箭”列车至少被以下资料称作“动车组”：
  - Robin J Gibbons, 未知作者; 未知作者. . www.railwaysofchina.com. www.railwaysofchina.com. 2007-04-11  [2009-09-16]. （原始内容存档于2009-02-27） （英语）. 外部链接存在于|publisher=, |work= (帮助)
  - 陈国胜, 张红军; 未知作者. . 《电力机车技术》2002年 第25卷 第03期. iLib2-新一代的学术数据库. 2002年  [2009-09-16]. （原始内容存档于2002年） （中文（简体））. 外部链接存在于|publisher= (帮助)
  - 陈安俊, 吴艳强; 未知作者. . 《电力机车技术》2002年 第25卷 第06期. iLib2-新一代的学术数据库. 2002年  [2009-09-16]. （原始内容存档于2002年） （中文（简体））. 外部链接存在于|publisher= (帮助)
8. 中国大陆“先锋”列车至少被以下资料称作“动车组”：
  - Robin J Gibbons, 未知作者; 未知作者. . www.railwaysofchina.com. www.railwaysofchina.com. 2007-04-11  [2009-09-16]. （原始内容存档于2009-02-27） （英语）. 外部链接存在于|publisher=, |work= (帮助)
  - 未知作者, 未知作者; 未知作者. . 中国铁路网 >> 客车车辆 >> 客车车辆装备 >> 客车车辆正文. 中国铁路网. 2006-11-14  [2009-09-16]. （原始内容存档于2008-12-05） （中文（简体））. 外部链接存在于|publisher= (帮助)
  - 高培庆(株洲电力机车研究所,湖南,株洲,412001), 高兴,张奕黄(北京交通大学,电气工程学院,北京,100044); 岡竜太朗(NTN株式会社,产品技术部,日本,桑名,511-8678)，凌晨(中国航空技术进出口广州公司,广东,广州,510080). . 《机车电传动》2004年02期. 方方数据. 2004年  [2009-09-16]. （原始内容 (PDF)存档于2004年） （中文（简体））. 外部链接存在于|work= (帮助)
9. 中国大陆DJF1“中原之星”列车至少被以下资料称作“动车组”：
  - Robin J Gibbons, 未知作者; 未知作者. . www.railwaysofchina.com. www.railwaysofchina.com. 2007-04-11  [2009-09-16]. （原始内容存档于2009-02-27） （英语）. 外部链接存在于|publisher=, |work= (帮助)
  - 徐宜发, 未知作者; 未知作者. . 《机车电传动》2003年 第05期. 新一代的学术数据库. 2007-04-11  [2009-09-18]. （原始内容存档于2007-04-11） （中文（简体））. 外部链接存在于|publisher=, |work= (帮助)
  - 未知作者, 王建林; 未知作者. . 中原铁道报 (中原铁道报). 2002-09-29: 未知页面  [2009-09-18]. （原始内容存档于2021-09-06） （中文（简体））. 外部链接存在于|publisher=, |work= (帮助)
10. 中国大陆DJJ2“中华之星”列车至少被以下资料称作“动车组”：
  - 未知作者, 未知作者; 未知作者. . 中国南车集团 首页 >> 产品展示 >> 动车组. 中国南车集团. 2003-07-26  [2009-09-21]. （原始内容存档于2007-08-20） （中文（简体））. 外部链接存在于|publisher=, |work= (帮助)
  - 牛得田, 单巍; 未知作者. . 《机车电传动》. iLib2-新一代的学术数据库. 2003年 第05期  [2009-09-21]. （原始内容存档于未知归档日期） （中文（简体））. 外部链接存在于|publisher=, |work= (帮助)
  - 万国强, 未知作者; 未知作者. . 《机车电传动》. iLib2-新一代的学术数据库. 2006年 第26卷 第03期  [2009-09-21]. （原始内容存档于未知归档日期） （中文（简体））. 外部链接存在于|publisher=, |work= (帮助)
11. 中国大陆NYJ1“北海”/“北亚”/“旱露”/“晋龙”/“集通”号列车至少被以下资料称作“动车组”：
  - Robin J Gibbons, 未知作者; 未知作者. . www.railwaysofchina.com. www.railwaysofchina.com. 2007-04-11  [2009-09-16]. （原始内容存档于2009-02-27） （英语）. 外部链接存在于|publisher=, |work= (帮助)
  - 刘正琦, 曹志伟; 青岛四方机车车辆厂动车产品开发部. . 《铁道车辆》. 维普资讯. 2000年第38卷第B12期  [2009-09-21]. 原始内容存档于2020-04-28 （中文（简体））. 外部链接存在于|publisher= (帮助)
  - 初振平(三棵树机务段 技术科), 未知作者; 未知作者. . 《内燃机车》. 方方数据. 2001年6期. （原始内容存档于未知归档日期） （中文（简体））. 外部链接存在于|publisher= (帮助)
12. 中国大陆NZJ1“新曙光”列车至少被以下资料称作“动车组”：
  - 未知作者, 未知作者; 未知作者. . 中国南车集团 首页 >> 产品展示 >> 动车组. 中国南车集团. 2003-07-05  [2009-09-21]. （原始内容存档于2007-08-20） （中文（简体））. 外部链接存在于|publisher=, |work= (帮助)
  - Robin J Gibbons, 未知作者; 未知作者. . www.railwaysofchina.com. www.railwaysofchina.com. 2007-04-11  [2009-09-16]. （原始内容存档于2009-02-27） （英语）. 外部链接存在于|publisher=, |work= (帮助)
  - 张建勤(戚墅堰机车车辆厂，江苏省常州市 213011), 未知作者; 未知作者. . 《内燃机车》. 方方数据. 2000 (7)  [2009-10-25]. 原始内容存档于2015-06-18 （中文（简体））. 外部链接存在于|publisher=, |work= (帮助)
13. 中国大陆NZJ2“金轮”/“神州”号列车至少被以下资料称作“动车组”：
  - Robin J Gibbons, 未知作者; 未知作者. . www.railwaysofchina.com. www.railwaysofchina.com. 2007-04-11  [2009-09-16]. （原始内容存档于2009-02-27） （英语）. 外部链接存在于|publisher=, |work= (帮助)
  - 于新杰, 侯灵芬; 未知作者. . 《内燃机车》. iLib2-新一代的学术数据库. 2001年 第06期  [2009-09-22]. （原始内容存档于未知归档日期） （中文（简体））. 外部链接存在于|publisher=, |work= (帮助)
  - 未知作者, 未知作者; 未知作者. . 中国北车股份有限公司→产品信息. 中国北车股份有限公司. 未知日期  [2009-09-22]. （原始内容存档于2015-05-04） （中文（简体））. 外部链接存在于|publisher=, |work= (帮助)
14. 中国大陆NDJ3“和谐长城号”列车至少被以下资料称作“动车组”：
  - 铁道部网站, 未知作者; 未知作者. . 中华人民共和国中央政府门户网站>> 工作动态>> 部门信息. 中华人民共和国中央政府门户网站. 2008年7月28日  [2009-09-23]. 原始内容存档于2021年12月6日 （中文（简体））. 外部链接存在于|publisher=, |work= (帮助)
15. 中国大陆CRH系列列车至少被以下资料称作“动车组”：
  - 未知作者, 沈文敏; 未知作者. . 人民网>>社会>>民生报道 (人民网). 2007年1月29日: 未知页面  [2009-09-23]. （原始内容存档于2016年3月4日） （中文（简体））. 外部链接存在于|publisher=, |work= (帮助)

#### 用于长途班次的动车组
1. 中国大陆动车组已坐在多个地区开通多个方向无换乘长途直通班次：
  - 未知作者, 赵静; 未知作者. . 东方早报 (东方早报). 2008年12月17日: A10  [2009-09-17] （中文（简体））. 外部链接存在于|publisher=, |work= (帮助)[永久]
  - 陶利平, 金志刚; 吴晨. . 新民网 > 新闻 (新民网). 2009-03-25: 未知版面  [2009-09-17] （中文（简体））. 外部链接存在于|publisher=, |work= (帮助)
  - 徐艳, 赵根华; 徐媛园. . 扬子晚报网>>新闻>>民生 (扬子晚报网). 2009-09-17: 未知版面  [2009-09-17]. （原始内容存档于2010-11-19） （中文（简体））. 外部链接存在于|publisher=, |work= (帮助)

## 外部連結
- 什麼是動車組
- 动车组：纵横驰骋显神威 （页面存档备份，存于）
- 拖车组